# لاکلن شارپ
لاکلن شارپ (انگلیسی: Lachlan Sharp؛ زادهٔ ۲ ژوئیهٔ ۱۹۹۷) بازیکن هاکی روی چمن اهل استرالیا است.